# Chemin de fer Lankelz
Le chemin de fer Lankelz est un train miniature à passagers situé dans la localité de Lankelz à Esch-sur-Alzette au Luxembourg.

## Histoire
En 1997, l'ASBL Chemin de fer Lankelz est créé et construit un réseau ferroviaire en voie de 184 mm mis en service en 2001, sur un terrain en forme de L entre l'autoroute A13, la route nationale 4D et le stade de l'union sportive Esch-sur-Alzette,.
Le réseau a pour but de faire revivre les anciennes lignes secondaires à voie étroite qui ont sillonné le Grand-Duché entre 1880 et 1957.

## Réseau

### Infrastructures
Le réseau compte près de 1 350 mètres de voie à écartement de 184 mm, constituée de deux parcours :
- la ligne principale longue de 1 000 mètres, une boucle autour de la gare Lankelz comportant un tunnel, une zone de croisement et 3 ponts ;
- la ligne secondaire longue de 350 mètres, à l'intérieur de la précédente entre les gares Lankelz et Nonnewisen avec quatre ponts.

La ligne principale se parcours en une dizaine de minutes à la vitesse de 5 km/h,.
Le réseau comporte un véritable dépôt ferroviaire avec sa rotonde, un passage à niveau avec barrière et une signalisation fonctionnelle répliquant celle du réseau ferré national.

### Fonctionnement
Le réseau fonctionne tous les dimanches entre le 1er mai et le 15 octobre entre 14 h et 17 h 30,. l'accès est payant, l'achat du billet se fait à la gare de départ.
Le fonctionnement est assuré par les bénévoles de l'association, il est possible pour les visiteurs de conduire eux-mêmes l'autorail sur le parcours secondaire,.

### Matériel roulant
Le matériel roulant consiste en quatre matériels moteurs et divers voitures et matériels de service remorqués puisant leur inspiration dans diverses machines réelles ayant circulé principalement au Luxembourg, le tout à l'échelle 1:10 ou 1:11.
État de parc, :
- 1 locomotive à vapeur « CFL 352 » inspiré de la locomotive éponyme de la ligne de Luxembourg à Echternach des Chemins de fer à voie étroite (CVE) ;
- 1 locomotive Diesel « BB 501 » inspiré de la locomotive BB 402 de Brissonneau et Lotz ;
- 1 locomotive Diesel « BB 291 » inspiré des DB série V29 (de) ;
- 1 autorail électrique « Z3 » inspiré des autorails Diesel Z3/Z4 de la ligne de Diekirch à Vianden des CVE ;
- 5 voitures et 3 fourgons inspirés du matériel remorqué des CVE ;
- divers wagons marchandises, citernes et autres matériels de service.